# Thriniulus leucoclius
Thriniulus leucoclius är en mångfotingart som först beskrevs av Chamberlin 1922.  Thriniulus leucoclius ingår i släktet Thriniulus och familjen Parajulidae. Inga underarter finns listade i Catalogue of Life.